# Ieronymos II van Athene

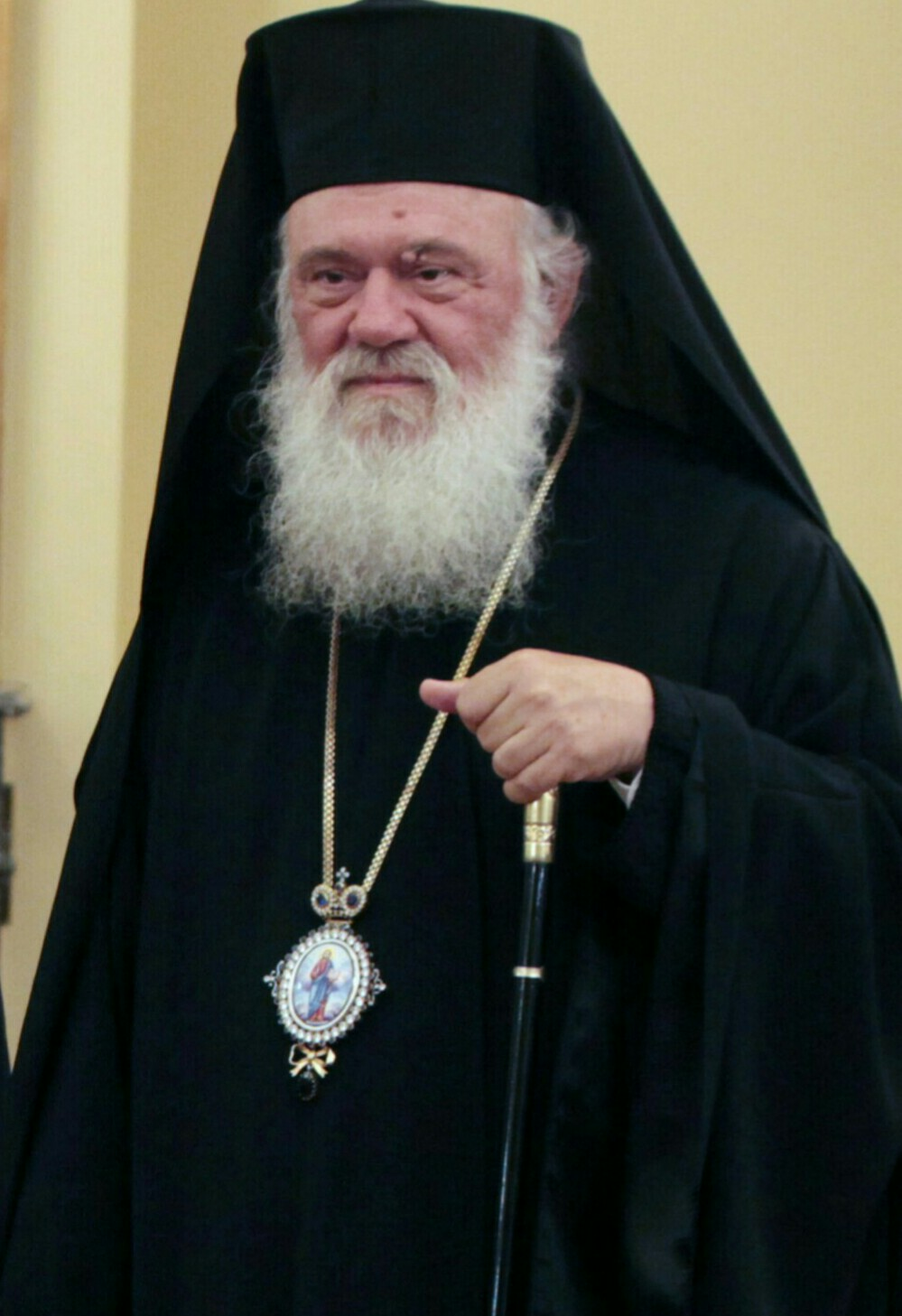
Ieronymos II van Athene

Ieronymos II van Athene (Grieks: Ιερώνυμος B’) (Oinofyta, (Boeotië), 30 maart 1938), geboren als Ioannis Liapis (Grieks: Ιωάννης Λιάπης), is de aartsbisschop van Athene en heel  Griekenland en hoofd van de Grieks-orthodoxe Kerk. Hij werd op 7 februari 2008 door de Heilige Synode verkozen, daarvoor was hij sinds 1981 metropoliet van Thíva en Livadía).

## Biografie

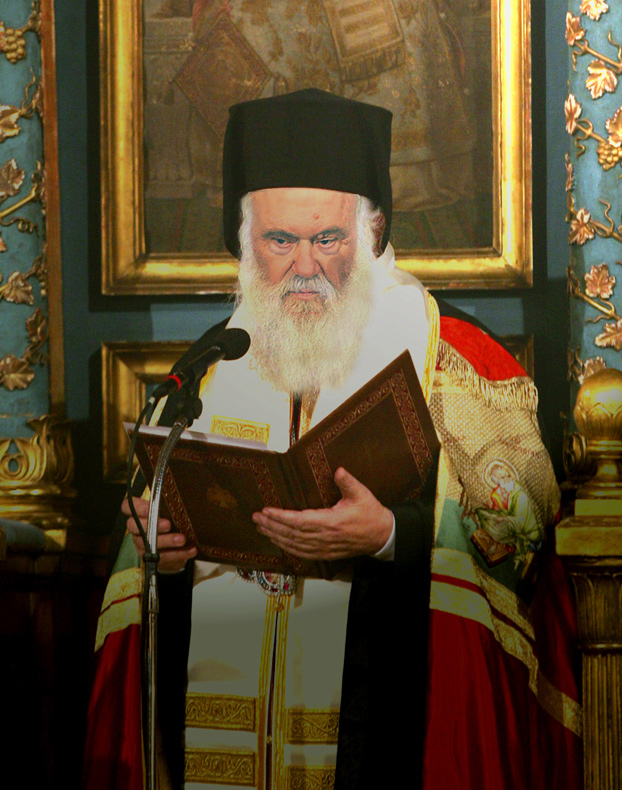
Aartsbisschop van Athene Ieronymos

Ieronymos werd geboren in Oinofyta (in het departement Voitia in Centraal-Griekenland). Hij behaalde diploma's in archeologie, theologie en Byzantijnse studies aan de universiteit van Athene en volgde voortgezette opleidingen in Oostenrijk en Duitsland. Na een tijdje in het onderwijs te hebben gewerkt, werd hij in 1967 priester gewijd in de Orthodoxe Kerk.
Hij werkte van 1967 tot 1978 als coadjutor van de Metropoliet van Thebe en Livadia, een functie waartoe hij in 1981 zelf werd verkozen, nadat hij enkele jaren (1971-1981) als abt had gediend, onder meer van het Klooster van Osios Loukas.
Bij de verkiezing in 1998 was Ieronymos ook al "favoriet" voor de post van aartsbisschop, maar moest het afleggen tegen Christodoulos. De nieuwe aartsbisschop werd bij zijn verkiezing door de media omschreven als gematigder dan zijn voorganger, die de controverse niet altijd had geschuwd.